# Campionat de Catalunya de futbol 1913-1914
La temporada 1913-14 del Campionat de Catalunya de futbol fou la quinzena edició de la competició. Fou disputada la temporada 1913-14 pels principals clubs de futbol de Catalunya.
Aquesta temporada el futbol català es tornà a unificar en un únic campionat organitzat per la Federació Catalana de Futbol.

## Primera Categoria

### Classificació final
| Pos | Equip            | PJ | PG | PE | PP | GF | GC | DG  | Pts | Classificació |
| --- | ---------------- | -- | -- | -- | -- | -- | -- | --- | --- | ------------- |
| 1   | FC Espanya (C)   | 8  | 7  | 0  | 1  | 23 | 4  | +19 | 16  | Campió (+2)   |
| 2   | FC Internacional | 8  | 5  | 1  | 2  | 23 | 11 | +12 | 13  | (+2)          |
| 3   | RCD Espanyol     | 8  | 7  | 0  | 1  | 15 | 6  | +9  | 10  | (-4)          |
| 4   | FC Barcelona     | 8  | 5  | 0  | 3  | 13 | 7  | +6  | 10  |               |
| 5   | Universitary SC  | 8  | 4  | 1  | 3  | 14 | 15 | −1  | 9   |               |
| 6   | FC Badalona      | 8  | 4  | 0  | 4  | 9  | 12 | −3  | 6   | (-2)          |
| 7   | Català FC        | 8  | 2  | 0  | 6  | 6  | 27 | −21 | 6   | (+2)          |
| 8   | Avenç FC         | 8  | 1  | 0  | 7  | 8  | 6  | +2  | 2   | (Abd)         |
| 9   | FC Numància      | 8  | 0  | 0  | 8  | 1  | 24 | −23 | 0   | (Nota)        |
| 10  | Reial Polo JC    | 0  | 0  | 0  | 0  | 0  | 0  | 0   | 0   | (Abd)         |
| 11  | FC T.B.H.        | 0  | 0  | 0  | 0  | 0  | 0  | 0   | 0   | (Dqf)         |

Tots els clubs eren de Barcelona excepte el Badalona. El T.B.H. fou expulsat i el Polo i l'Avenç abandonaren la competició. Per primer cop es van regularitzar els ascensos i descensos de categoria, essent el primer club ascendit el Sabadell. Espanyol i Barcelona van quedar empatats en la tercera posició. La federació decidí organitzar un partit de desempat entre ambdós clubs, però el Barça es negà a jugar afirmant que tenia millor goal-average. La federació atorgà, per tant, la tercera posició a l'Espanyol.

### Resultats finals
- Campió de Catalunya: FC Espanya
- Classificats per Campionat d'Espanya: FC Espanya
- Descensos: FC Numància i Reial Polo JC
- Ascensos: CS Sabadell

## Segona Categoria
Es disputà un campionat de segona categoria amb la participació dels següents equips:
- Primer grup: FC Andreuenc, CE Europa, FC Martinenc, CE Júpiter, Argós FC, Mercantil FC, Bétulo FC, FC Stadium.
- Segon grup: New Catalònia FBC, Atlètic Sporting Club, FC Barcino, Catalunya SC, Gladiator SC, CD Mercuri, SS Pompeia, Sarrià SC.
- Grup del Vallès: FC Athletic de Sabadell, CS Sabadell, FC Terrassa, Unió Deportiva Terrassa.

El CS Sabadell es proclamà campió de segona categoria en derrotar l'Europa per 1 a 0 a la final. El tercer classificat fou el FC Barcino.